# Street Fighter (filme)
Street Fighter (bra: Street Fighter - A Batalha Final; prt: Street Fighter - A Última  Batalha) é um filme nipo-estadunidense de 1994, dos gêneros ação, aventura e ficção científica, dirigido por Steven E. de Souza, com roteiro do próprio diretor vagamente baseado nos videogames Street Fighter.
O filme faturou US$ 99.423.521, superando em cerca de duas vezes os custos de produção, US$ 35 milhões, embora tenha sido muito criticado, tanto por críticos quanto por fãs dos jogos[carece de fontes?]. Por outro lado, o desempenho de Raúl Juliá como o General M. Bison foi amplamente elogiado e lhe rendeu uma nomeação póstuma para Melhor Ator Coadjuvante no Saturn Awards[carece de fontes?]. Julia, que na época estava sofrendo de câncer de estômago (como evidenciado por sua face pálida e magra durante todo o filme), assumiu o papel a pedido de seus dois filhos.[carece de fontes?] Esta foi a última performance no cinema de Julia, que faleceu dois meses antes do lançamento do filme.[carece de fontes?] O filme é dedicado à sua memória, nos créditos finais do filme há uma homenagem ao ator: "For Raul, Vaya Con Dios" ("Para Raúl, Vá com Deus").[carece de fontes?]

## Sinopse
Em Shadaloo City, no Sudeste Asiático, uma guerra civil entrou em erupção entre as forças do grande traficante e ditador General M. Bison e as Nações Aliadas lideradas pelo coronel estadunidense William F. Guile. Bison capturou vários voluntários das Nações Aliadas e através de uma transmissão via rádio ao vivo, exige que Guile assegure um resgate de 20 bilhões de dólares em três dias. Guile se recusa e promete rastrear Bison, mas sua assistente, a sargento britânica Cammy, é capaz de identificar parcialmente a localização de Bison no delta de um rio fora da cidade. Um refém é o amigo de Guile, "Carlos "Charlie" Blanka", que soldados de Bison levaram ao seu laboratório para que seu médico e cientista cativo, o indiano Dr.Dhalsim, transformasse Blanka no primeiro de seus super soldados. Embora Blanka seja desfigurado pelo procedimento, Dhalsim altera secretamente sua programação cerebral para manter a humanidade de Blanka.
Dois lutadores de rua (e vigaristas), o japonês Ryu Hoshi e o estadunidense Ken Masters tentam enganar o traficante de armas tailandês Viktor Sagat, fornecendo-lhe armas falsas. Sagat vê através do ardil e Ryu luta contra seu campeão de lutas clandestinas, o espanhol Vega, mas Guile invade o local e prende todos os presentes por violar um toque de recolher. Na prisão, Guile vê Ryu e Ken lutando contra os homens de Sagat e os recruta para ajudá-lo a encontrar Bison em troca de sua liberdade, já que Sagat é o fornecedor de armas de Bison. Eles recebem um dispositivo de escuta e ganham a confiança de Sagat, organizando uma fuga na prisão e fingindo a morte de Guile. No entanto, a repórter chinesa Chun-Li e sua equipe, o ex-lutador de sumô japonês E. Honda e o boxeador estadunidense Balrog, tropeçam no plano e, por causa das objeções de Guile, tentam assassinar Bison e Sagat em uma festa. Para manter a confiança de Bison, Ryu e Ken param o assassinato e revelam os conspiradores a Bison.
Voltando a sua base, Bison mostra a Ryu e Ken a sua organização e ordena que Honda e Balrog sejam presos e Chun-Li levada para seus aposentos. Ryu e Ken encontram Balrog e Honda e se aprestam a enfrentar Bison, que está lutando contra Chun-Li, mas Bison escapa e libera um gás do sono, entorpecendo a todos. Guile planeja seu ataque à base de Bison. Ele é impedido pelo vice-secretário das Nações Aliadas, que informa a Guile que a organização decidiu que ira pagar o resgate a Bison, mas Guile prossegue com a missão. Na base, Dhalsim é encontrado por um guarda de segurança, e uma luta segue. Blanka é libertado e ele mata o guarda para proteger Dhalsim. Guile chega e entra no laboratório, onde Blanka o ataca. Blanka reconhece Guile. Guile se prepara para atirar em Blanka para acabar com seu sofrimento, mas Dhalsim o impede. Bison se prepara para matar os reféns ao desencadear Blanka sobre eles, mas Guile emerge e um tiroteio segue até o restante de homens das Nações Aliadas. Depois de pedir seus aliados para resgatar os reféns, Guile luta contra Bison. Enquanto Guile e Bison lutam, Ryu e Ken derrotam Sagat e Vega. O especialista em informática de Bison, o jamaicano Dee Jay, rouba o dinheiro e foge de Bison, junto por Sagat. O guarda-costas de Bison, o russo Zangief, enfrenta Honda em uma luta, até Dee Jay contar a ele que Bison era o verdadeiro inimigo.
Guile ganha a vantagem contra Bison e chuta-o para um banco de discos rígidos, eletrocutando-o. Um sistema de reanimação restaura Bison e ele revela que sua roupa é alimentada por eletromagnetismo, permitindo voar e disparar eletricidade. Bison assume o controle da luta e se move para enfrentar o golpe da morte, mas Guile ataca, chutando Bison na parede do monitor e sobrecarregando o campo de energia da base. Os reféns são resgatados, mas Guile fica para trás para convencer Dhalsim e Blanka para retornar com ele. Eles se recusam, com Dhalsim se esforçando para pagar por sua parte na mutação de Blanka. Guile escapa quando a base explode e se reúne com seus camaradas. Sagat e Dee Jay percebem que o dinheiro de Bison são os inúteis "dólares Bison" que Bison pretendia usar depois de conquistar o mundo.

## Elenco
- Jean-Claude Van Damme como Coronel Guile
- Raúl Juliá como Bison
- Ming-Na Wen como Chun-Li
- Damian Chapa como Ken
- Kylie Minogue como Cammy
- Simon Callow como A.N. Oficial
- Byron Mann como Ryu
- Roshan Seth como Dhalsim
- Andrew Bryniarski como Zangief
- Grand L. Bush como Balrog
- Robert Mammone como Carlos Blanka
- Miguel A. Núñez, Jr. como Dee Jay
- Gregg Rainwater como T. Hawk
- Kenya Sawada como Capitão Sawada
- Jay Tavare como Vega
- Peter Tuiasosopo como E. Honda
- Wes Studi como Sagat

O lutador de kung fu Fei Long não aparece no filme. Ele é o único personagem da série ausente no filme. Na época, a produtora alegou que Fei Long só não participou do filme porque era um personagem muito secundário. Porém, como o personagem é claramente inspirado em Bruce Lee, acredita-se que a Capcom não o incluiu porque não queria pagar os direitos de imagem para a família do lutador, morto em 1973.

## Produção
Em razão da Capcom ser a co-financiadora do filme, todos os aspectos da produção necessitavam da sua aprovação. Entre outros pontos, eles obrigaram uma data de lançamento até dezembro de 1994, que exigia do elenco e a equipe manterem um cronograma de filmagem agressivo. Capcom havia muito tempo imaginado Jean-Claude Van Damme como Guile e pediu-lhe para ser lançado. Depois de Van Damme ser escalado como Guile e Raúl Juliá como Bison, a maior parte do orçamento de elenco tinha sido gasto. (taxa de Van Damme só levou cerca de 8 milhões de dólares do orçamento de 35 milhões de dólares do filme.) Isso significava que a maioria das outras partes tinha que ir para atores pouco conhecidos ou desconhecidos. Kylie Minogue foi escalada como Cammy como resultado da Australian Actors' Guild querendo que Steven E. de Souza contratasse um ator australiano. No momento em que recebeu o pedido, o único papel ainda não lançado foi o de Cammy. De Souza soube de Minogue durante a leitura da versão australiana da People Magazine.
Charlie Picerni foi contratado como o coordenador de dublês, ele assumiu o cargo com a condição de que ele precisaria de muito tempo para treinar o elenco. De Souza concordou, no entanto os planos foram mudados uma vez que foi descoberto que Raúl Juliá estava sofrendo de câncer. Inicialmente os planos eram para filmar primeiro as cenas menos intensivas de Juliá, enquanto o resto do elenco iria treinar com Picerni, no entanto, ao ver Juliá, de Souza percebeu que não podia mostrar-lhe em seu estado debilitado atual e foi forçado a mudar a filmagem ao redor. Isso levou a um ambiente onde o elenco seria treinado apenas à parte antes de suas cenas—às vezes apenas algumas horas antes.
De Souza afirmou que ele não queria fazer um genérico filme de artes marciais e descreveu o filme como cruzamento entre Star Wars, James Bond e um filme de guerra. Além disso, indicou que ele também não queria calçadeira em elementos dos jogos, citando o filme mal recebido no ano anterior Super Mario Bros. como um exemplo. De Souza disse que ele evitou os elementos sobrenaturais e poderes dos jogos, mas que sugerem a sua utilização para uma sequência. Os botões da plataforma flutuante de M. Bison são idênticos aos controles do jogo Street Fighter. Após os créditos finais do filme há ainda uma cena envolvendo o General M. Bison, que apenas está disponível na versão do filme exibida nos Estados Unidos.
Street Fighter foi filmado principalmente em Queensland, Austrália ao longo da famosa Gold Coast durante os meses de primavera e verão de 1994 com a maioria dos interiores e exteriores filmadas em estúdios em Brisbane. Algumas cenas externas foram filmadas em Bangkok, na Tailândia, que foram usadas como pano de fundo para a fictícia Shadaloo City. As cenas foram filmadas primeiro em Bangkok, na primavera de 1994, com as filmagens na Austrália começando naquele verão.
Originalmente o ataque a base de Bison seria realizado por helicópteros, mas o governo da Tailândia não permitiu devido à vários confitos no país, então a solução foi trocar por um ataque anfíbio, que se revelou bem melhor, pois era algo diferente e inédito.
A MPAA deu a primeira classificação do filme apresentando uma classificação R de restrito, que era inaceitavelmente alto para Capcom, que havia declarado desde o início que ele deve ser um filme PG-13. Depois de vários cortes serem feitos a classificação G-segundo de Souza-foi dado, que foi batido até PG-13 com a adição de um palavrão na pós-produção. A versão britânica de Street Fighter possui 27 segundos a menos que a versão original. Cenas fortes foram cortadas para que o filme pudesse ter uma censura mais branda no país.

## Música

### Trilha sonora
A trilha sonora foi lançada em 6 de dezembro de 1994 por Priority Records caracterizando principalmente rap. A trilha sonora encontrou o sucesso moderado, chegando a #135 na Billboard 200 e #34 em Top R&B/Hip-Hop Albums. Após o seu lançamento em home vídeo no Reino Unido, a trilha sonora foi dado de graça com cada compra da fita VHS nas agências de Tesco, por um período limitado. Embora esta era a única maneira para qualquer um no Reino Unido para comprar o CD, "Straight to My Feet" de MC Hammer ainda foi lançada como um single, que alcançou a #57 no Reino Unido.

### Composição
Graeme Revell compôs a trilha do filme, uma hora de que foi lançado pela Varèse Sarabande. Revell ignorou a música previamente existente da franquia. A música é diferente do estilo mais popular da de Revell,[carece de fontes?] principalmente com a ausência de elementos eletrônicos penetrantes, e é totalmente orquestral. O estilo exagerado do filme é refletida em paródias da faixa. A música durante a cena em que Ryu enfrenta Vega na luta da gaiola cita Habanera de Georges Bizet da ópera Carmen,  e um tema ouvido por toda a pontuação, especialmente na faixa "Colonel Guile Addresses the Troops", é uma reminiscência do tema principal de Bruce Broughton para Tombstone.[carece de fontes?]

## Recepção

### Bilheteria
O filme ganhou $3,124,775 no dia da abertura. O filme arrecadou $9,508,030 em sua semana de estreia, ocupando a posição #3 atrás de Debi & Lóide: Dois Idiotas em Apuros e Meu Papai é Noel na bilheteria. Em seu segundo fim de semana o filme arrecadou $7,178,360 e caiu para #7. O filme arrecadou $33,423,521 na bilheteria doméstica e $66,000,000 na bilheteria internacional, perfazendo um total de $99,423,521 em todo o mundo.

### Resposta da crítica
Street Fighter  recebeu comentários negativos de críticos. Rotten Tomatoes dá-lhe uma classificação de 12%, com base nas opiniões de 25 críticos. O consenso do site afirmou: "Embora ele oferece entretenimento leve através de uma das falas extrovertidas e atuação exagerada do falecido Raúl Juliá, sequências de ação sem parada de Street Fighter não são suficientes para compensar o previsível, enredo irregular".
Leonard Maltin deu ao filme a sua classificação mais baixa, escrevendo que "até mesmo fãs de Jean-Claude Van Damme não poderiam racionalizar essa bomba". Richard Harrington do The Washington Post disse que o filme era "notável apenas por ser o último filme feito por Raúl Juliá, um ator muito qualificado para as demandas do senhor da guerra do mal, o general M. Bison, mas muito profissional para dar qualquer coisa menos do que seu melhor". Crítico Stephen Holden do The New York Times se refere ao filme como "uma mistura sombria, estofada de seqüências de artes marciais mal editadas e diálogo muitas vezes ininteligível".
O filme encontrou um pequeno, mas duradouro culto seguinte, que vê a maioria de seus pontos negativos como comicamente surreal.

### Prêmios
Em 2009, Time listou o filme em sua lista dos dez piores filmes de jogos de vídeo. GameTrailers classificou o filme como o oitavo pior filme de videogame de todos os tempos.
O filme também recebeu duas indicações ao Saturn Awards: Melhor Filme de Fantasia e Melhor Ator Coadjuvante (uma indicação póstuma para Raúl Juliá).[carece de fontes?]

## Mídias relacionadas
Uma adaptação em quadrinhos one-shot, intitulada Street Fighter: The Battle for Shadaloo, foi publicada pela DC Comics em 1995. A história em quadrinhos foi desenhada por Nick J. Napolitano e escrita por Mike McAvennie. Um mangá de Takayuki Sakai também foi publicada na edição de junho de 1995 da revista japonesa CoroCoro Comics Special.
Dois videogames baseados no filme foram produzidos. O primeiro foi um jogo para arcades intitulado Street Fighter: The Movie, produzido pela desenvolvedora americana Incredible Technologies e distribuído pela Capcom. O segundo foi um videogame caseiro desenvolvido pela Capcom, também intitulado Street Fighter: The Movie, lançado para PlayStation e Sega Saturn. Apesar de compartilharem o mesmo título, nenhum jogo é um port do outro, embora ambos usassem a mesma filmagem digitalizada do elenco do filme, posando como os personagens de cada jogo. A Capcom também anunciou que uma "port aprimorado" estava sendo criado para o Sega 32X por seu recém-formado departamento de pesquisa e desenvolvimento nos Estados Unidos. Esta versão nunca foi lançada.
Muitos elementos do enredo do filme, como a identidade de Blanka e o papel de Dhalsim como cientista, foram reutilizados na série animada Street Fighter, produzida em 1995, uma continuação do filme que combinava aspectos da história do filme com os dos jogos.